# 苏维埃港
苏维埃港（羅馬化：Sovetskaya Gavan）是俄罗斯哈巴罗夫斯克边疆区的一座城市，1922年以前的城市名為皇帝港。鞑靼海峡西岸的重要港口。贝阿铁路的终点。人口30,480人（2002年人口普查）。瓦尼诺有北方30公里，这是一个港口城市。